# Солотвино
Соло́твино (укр. Солотвино), до 1995 г. — Солотвина (укр. Солотвина) — посёлок Тячевского района Закарпатской области Украины. Административный центр Солотвинской поселковой общины.

## Географическое положение
Расположен в Мараморошской (Верхнетисенской) котловине на правом берегу Тисы.
В посёлке находятся пограничный переход в Румынию на мосту через Тису и таможенный пост «Солотвино».
Главной особенностью посёлка являются соляные копи, добыча каменной соли в которых проводится ещё с эпохи бронзы (второе тысячелетие до нашей эры).

## История
Солотвина была основана в XIII веке, но городище вблизи посёлка относится к I—II векам до н. э., уже в период Римской империи отсюда возили соль. Соляные шахты того времени были ценнейшим сокровищем края и давали наибольшие доходы венгерскому правительству. В соляных приисках кроме закрепощенных крестьян работали также осужденные на каторгу венгерские крестьяне-крепостные. Жизнь солекопов в значительной мере зависела от развития способов добывания соли. Древнейшим и наиболее примитивным способом было копание ступенчатых ям глубиной до 20 метров. Позднее копали конусообразные ямы, т. н. чертовы ями. Они были глубиной до 140—150 метров. Спускались рабочие в такие ямы по связанным стремянкам, а соль поднимали в сетках, сплетенных из бечёвки или мешках из бычьей кожи. Этот примитивный способ добывания соли существовал на протяжении всего средневековья. Условия работы были трудным. Добывание соли в XVI — первой половине XVII столетия осуществлялось тоже примитивными средствами. Основными орудиями работы солекопа были: молот, чекан, клин, кайло, лопата, тачка, ноша и мешок.

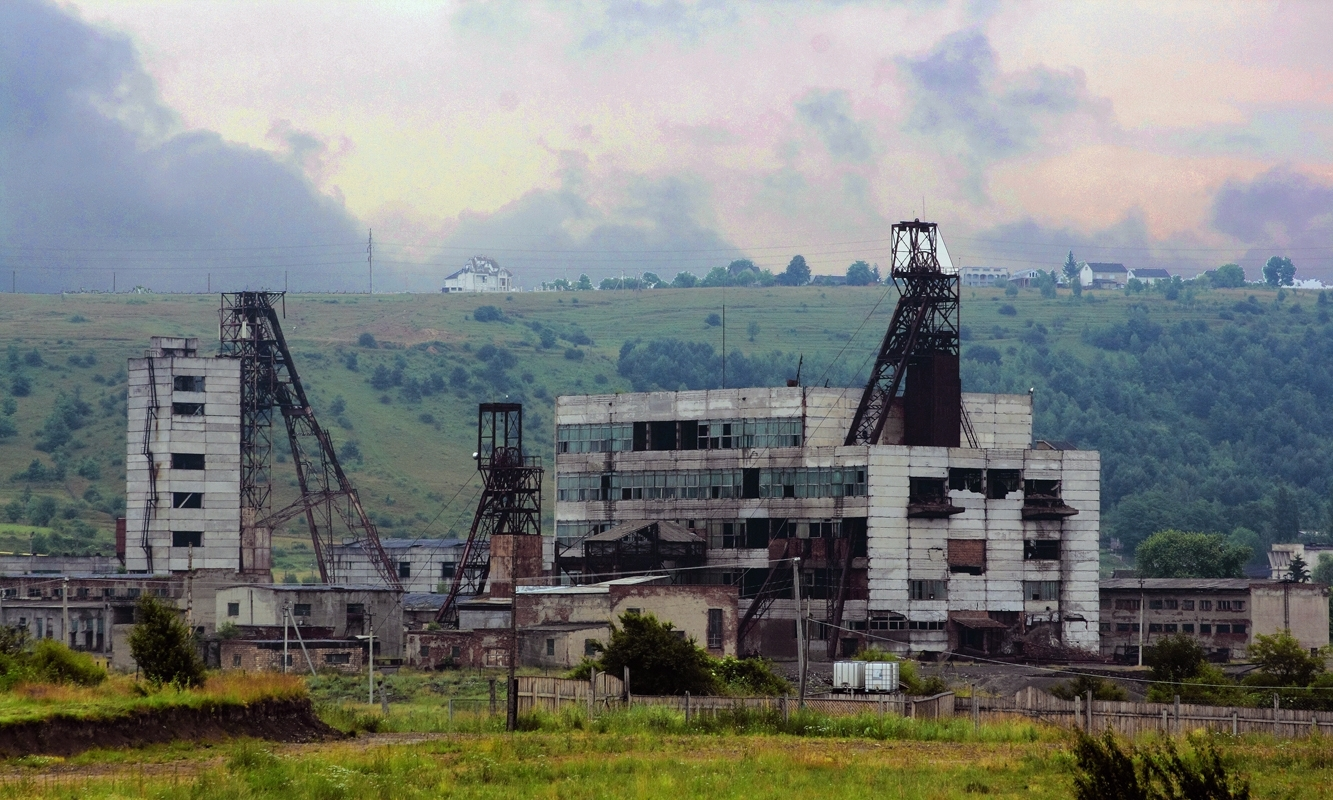
Соляная шахта № 9 в Солотвине. В настоящее время закрыта, наземные сооружения, показанные на фотографии, снесены.

Систематическая добыча соли началась во второй половине XVIII века. При Австро-Венгрии действовали до восьми соляных шахт.
В 1975 году численность населения составляла 8,4 тыс. человек, основой экономики являлась добыча каменной соли; также здесь действовал хлебокомбинат.

## Население
В январе 1989 года численность населения составляла 9651 человек.
По состоянию на 1 января 2013 года численность населения составляла 8955 человек.

### Языковой состав
Родной язык населения по данным переписи 2001 года:
| Язык       | Численность, чел. | Доля     |
| ---------- | ----------------- | -------- |
| Украинский | 1 302             | 14,54 %  |
| Румынский  | 5 062             | 56,52 %  |
| Венгерский | 2 176             | 24,30 %  |
| Русский    | 285               | 3,18 %   |
| Другое     | 131               | 1,46 %   |
| Итого      | 8 956             | 100,00 % |

## Экономика
К 2012 году добыча соли была полностью прекращена. До 2012 в посёлке действовала одна шахта (№ 8); до 2008 работала шахта № 9), принадлежащая Солотвинскому солеруднику «Укрсольпрома». В настоящее время шахты не работают, затоплены. Ежегодная добыча соли в 1970 составляла 451 тыс. тонн (около 10 % общей добычи соли на Украине), после 1991 года сильно сократилась, в настоящее время отсутствует. Балансовые запасы соли солерудника составляют 30 млн тонн, однако общий объём Солотвинского соляного штока составляет несколько км³.
В шахте № 9 солерудника находилась с 1980-х гг. Солотвинская подземная низкофоновая лаборатория, принадлежащая Институту ядерных исследований НАН Украины.
До затопления в шахте № 9 находились подземные помещения Республиканской аллергологической больницы Минздрава Украины, с 1968 года проводилась спелеотерапия больных астмой. В шахте № 8 находились подземные помещения Закарпатской областной аллергологической больницы.
Солёные Солотвинские озёра в западной части Солотвины (вблизи выхода соляных пластов на поверхность) являются местом отдыха. Самым крупным из Солотвинских озёр является озеро Кунигунда, находящееся на месте одной из затопленных старых шахт. В посёлке имеется музей истории соледобычи.

## Техногенная катастрофа
Начиная с 2000-х гг. из-за вовремя не устранённого увеличивающегося притока пресных грунтовых вод и размывания подпочвенных соляных пластов на территории посёлка произошло развитие карстовых провалов, угрожающее жилым домам и другим зданиям. Одна из двух действовавших на тот момент шахт солерудника была затоплена, наземные сооружения шахты разобраны. Государственная комиссия по вопросам техногенно-экологической безопасности и чрезвычайных ситуаций приняла решение законсервировать обе шахты, ликвидировать госпредприятие «Солотвинский солерудник», разработать комплексную программу реабилитации посёлка и проект строительства новой шахты в районе с. Теребля для добычи соли и открытия новой аллергологической больницы. В Тереблю будут переселены и около 200 семей, чьи дома находятся в опасной близости от карстовых провалов. На ликвидацию техногенной катастрофы решением Кабмина Украины выделено около 150 млн грн., всего планируется затратить более 700 млн грн.

## Транспорт
Железнодорожная станция Солотвино на линии Батево—Великий Бычков. Через посёлок проходит автодорога государственного значения Р-03 (Рогатин — Ивано-Франковск — Рахов — Мукачево).

## Религиозные организации
- Украинская православная церковь (МП)
- Украинская греко-католическая церковь
- Украинская римско-католическая церковь
- Церковь христиан веры евангельской Украины[11]
- Евангельские христиане-баптисты
- Адвентисты седьмого дня
- Реформатская церковь
- Христианское собрание Свидетелей Иеговы

## Фотографии

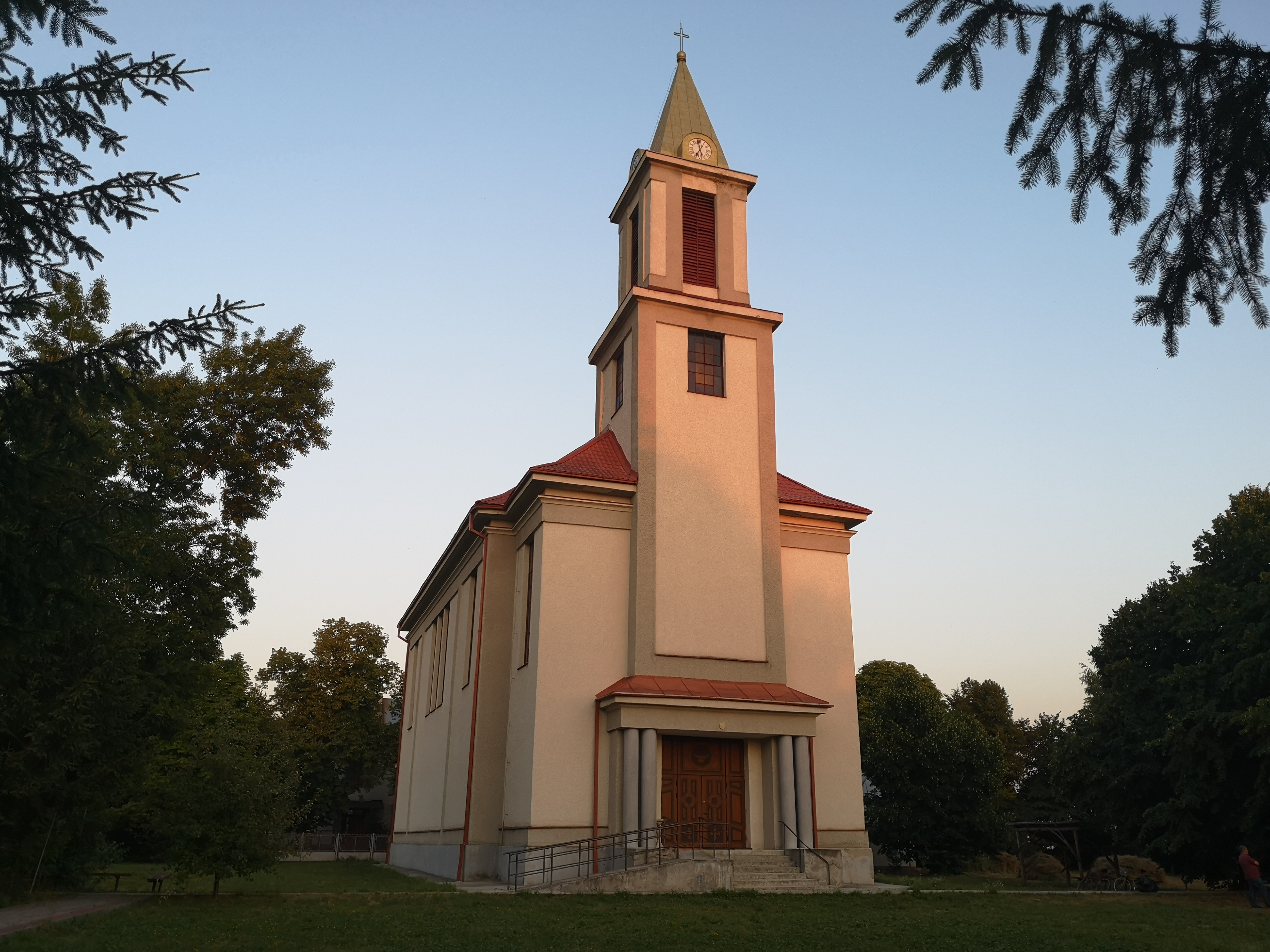
Костёл святого Иштвана в Солотвине
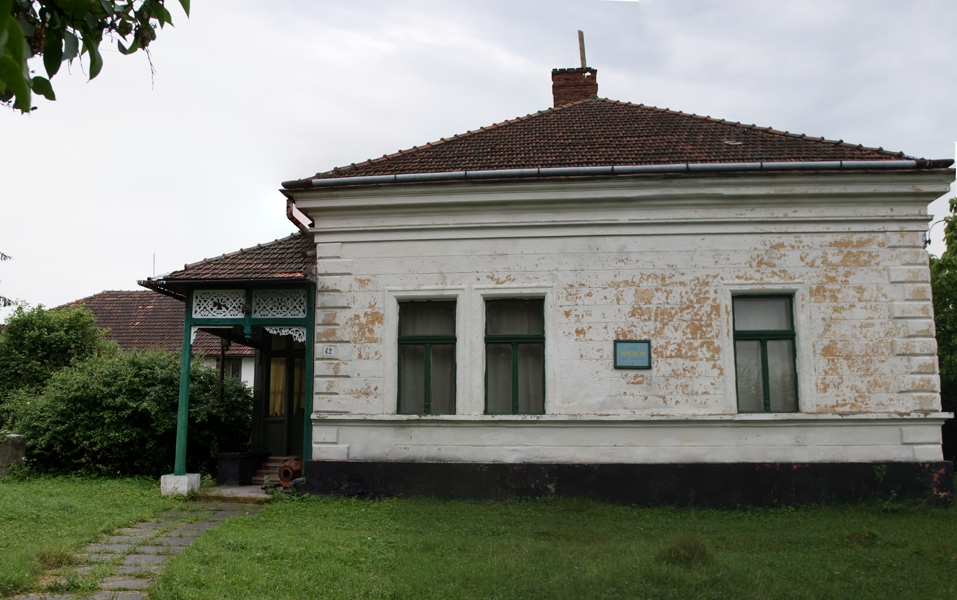
Музей соледобычи
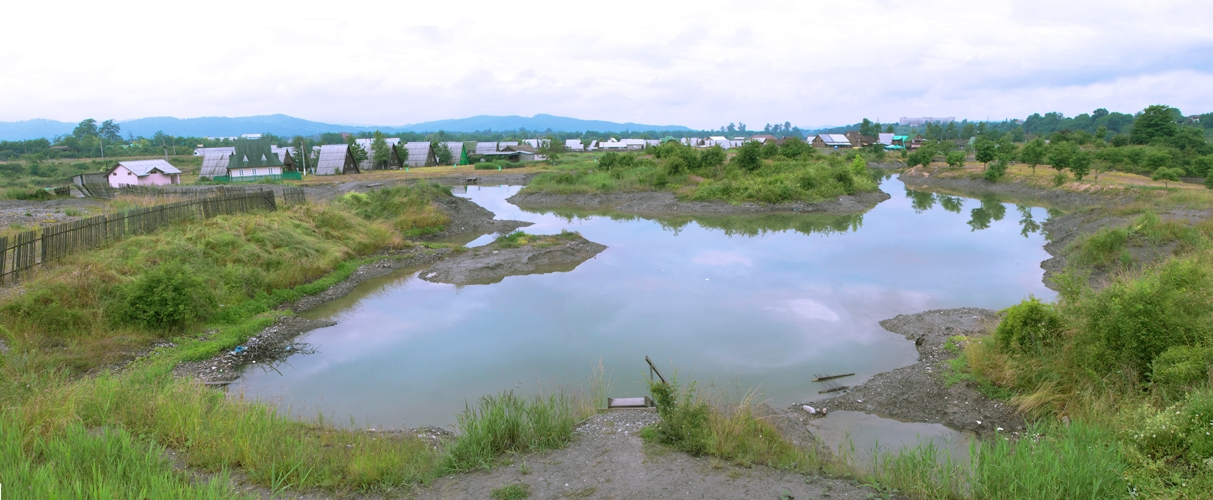
Одно из лечебных озёр
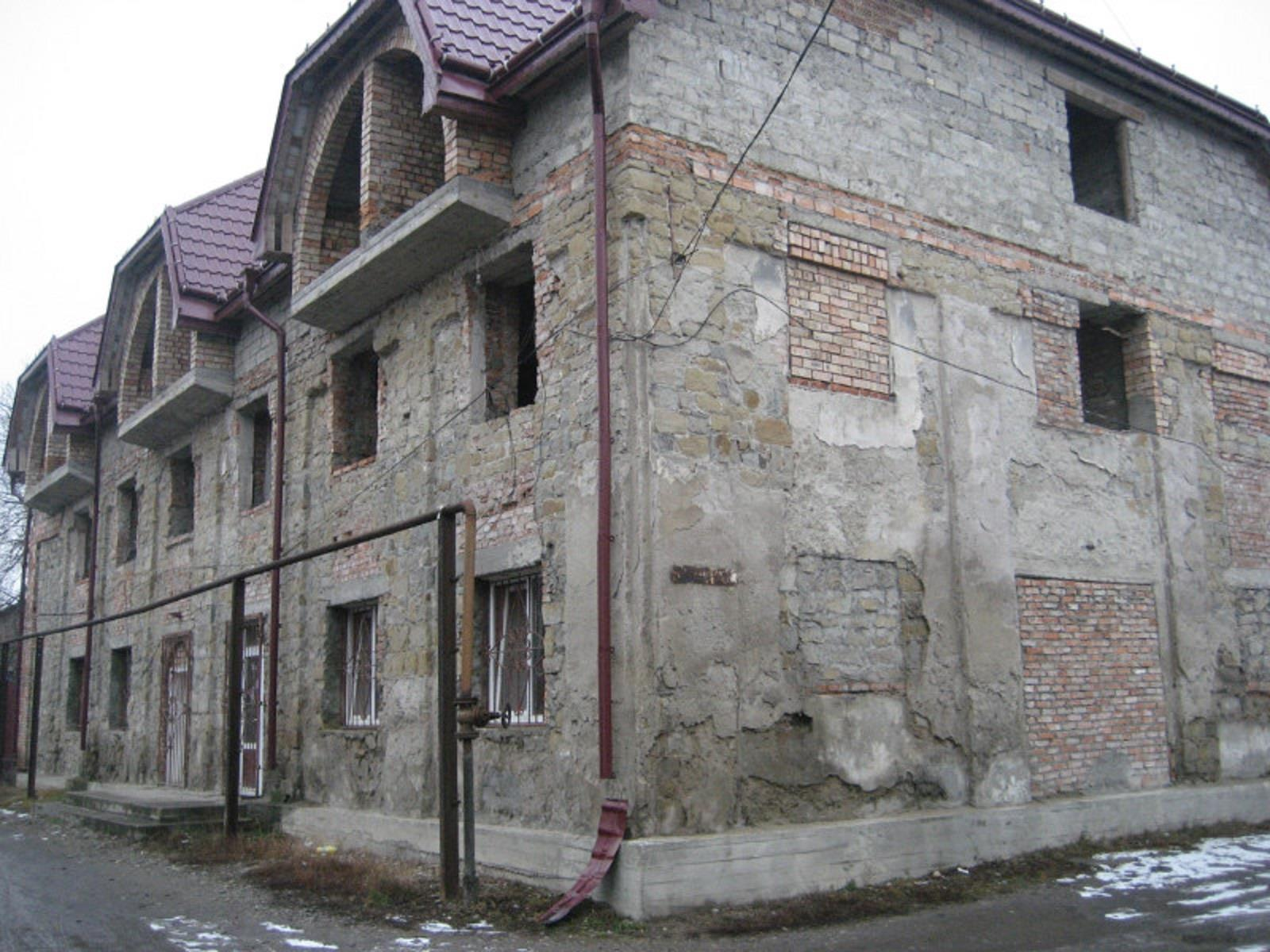
Здание бывшей синагоги
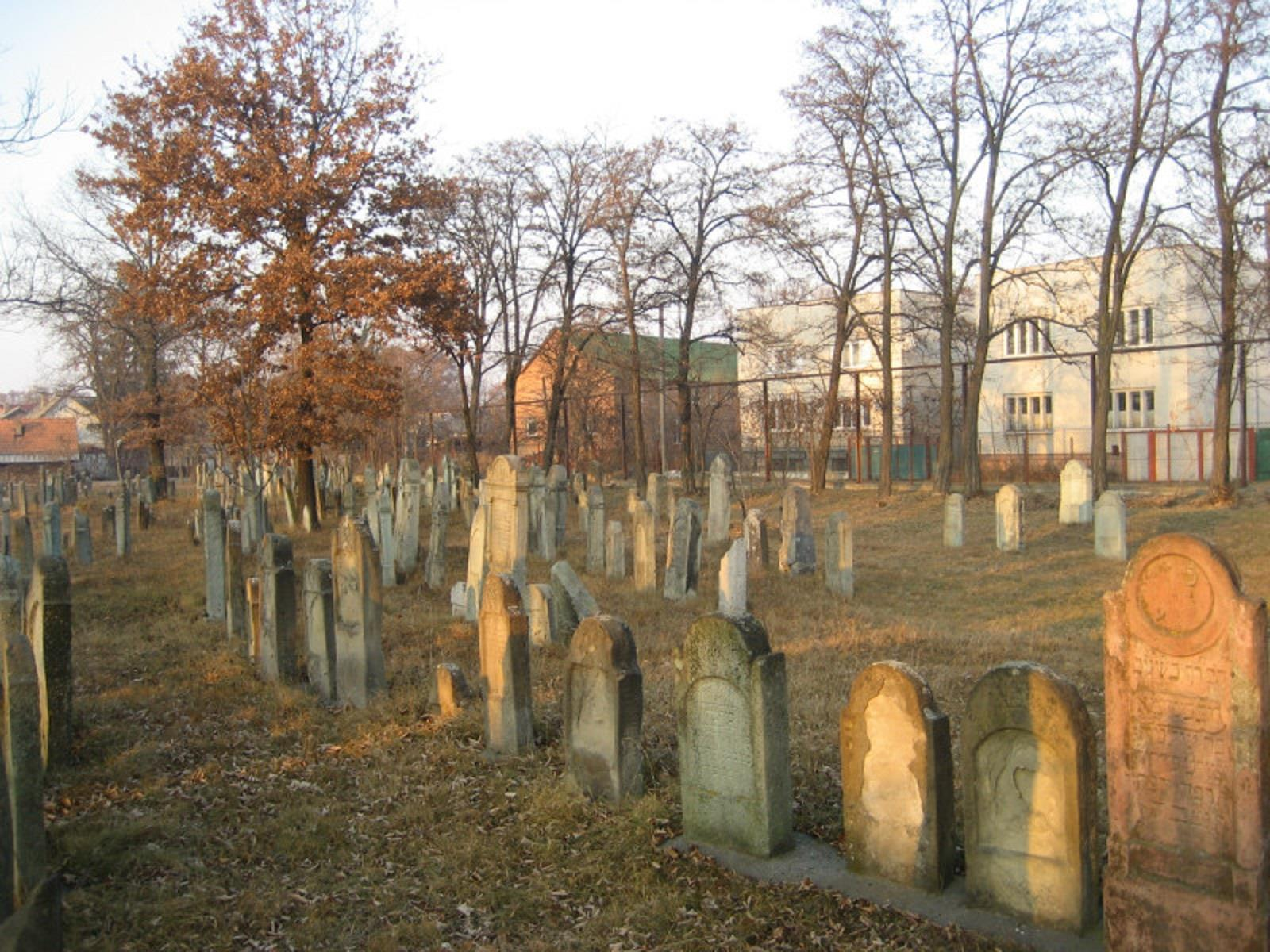
Старое еврейское кладбище
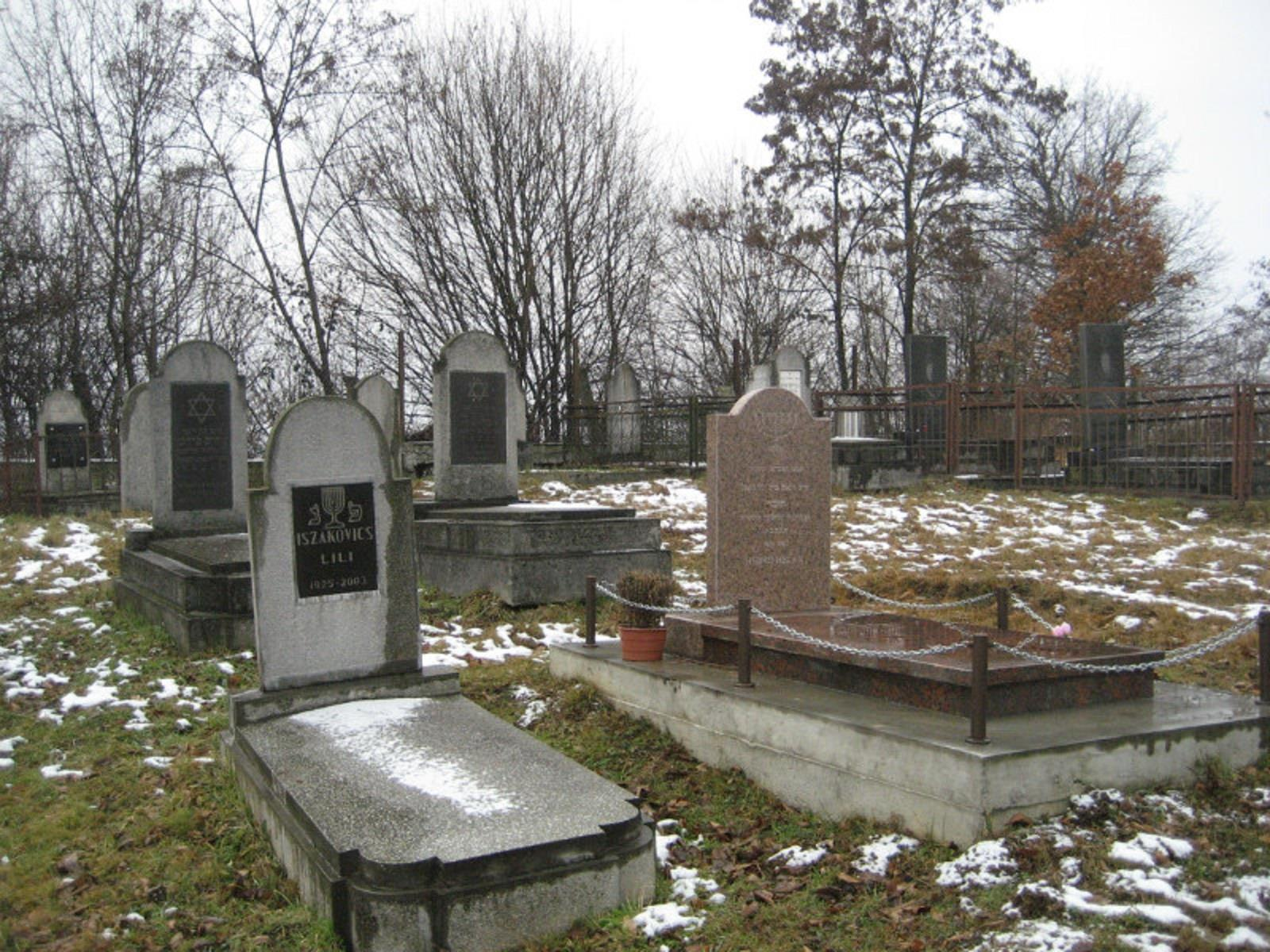
Новое еврейское кладбище
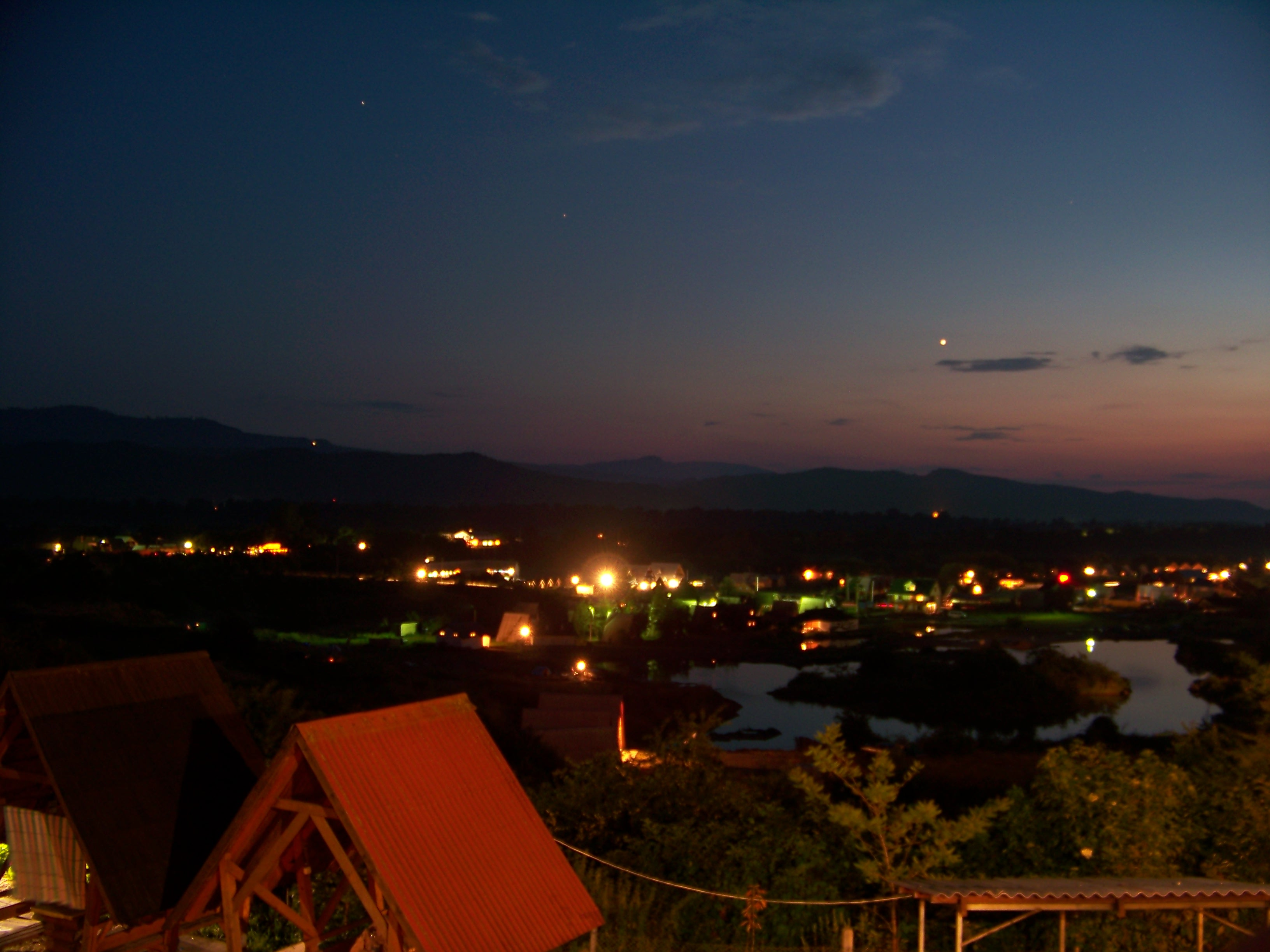
Вечер в Солотвино
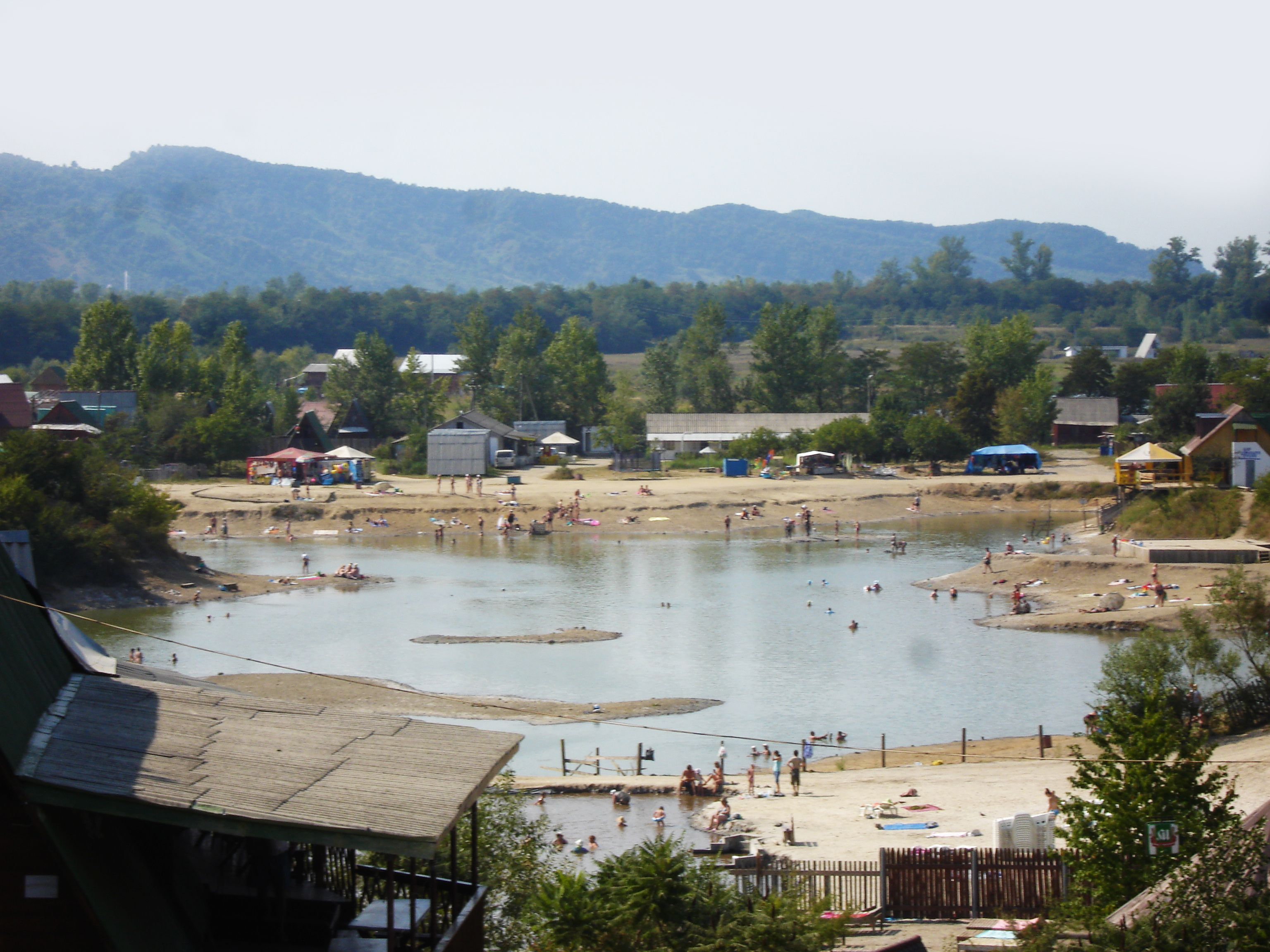
Соленое озеро в Солотвино
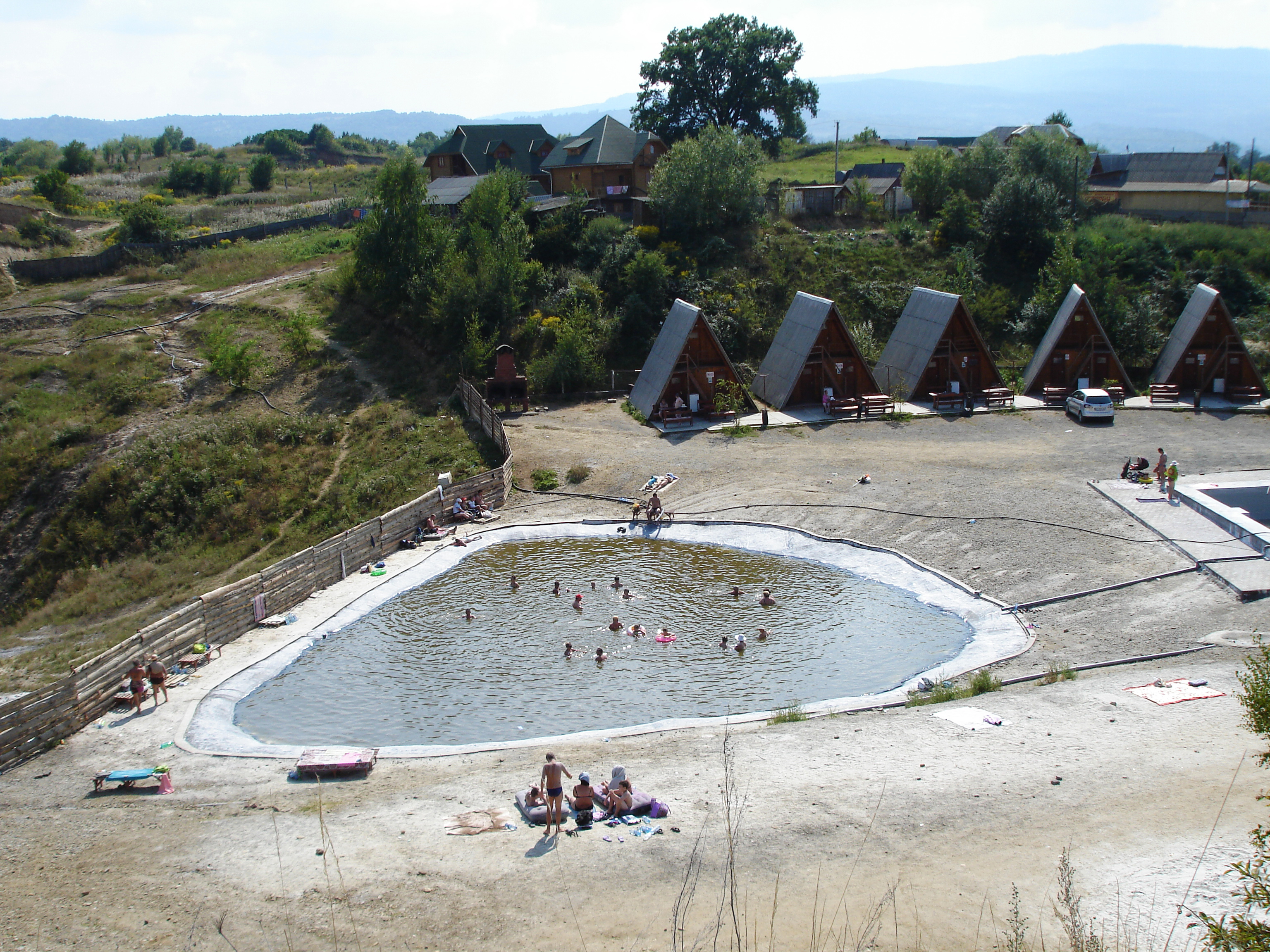
Санаторий на солёных озерах
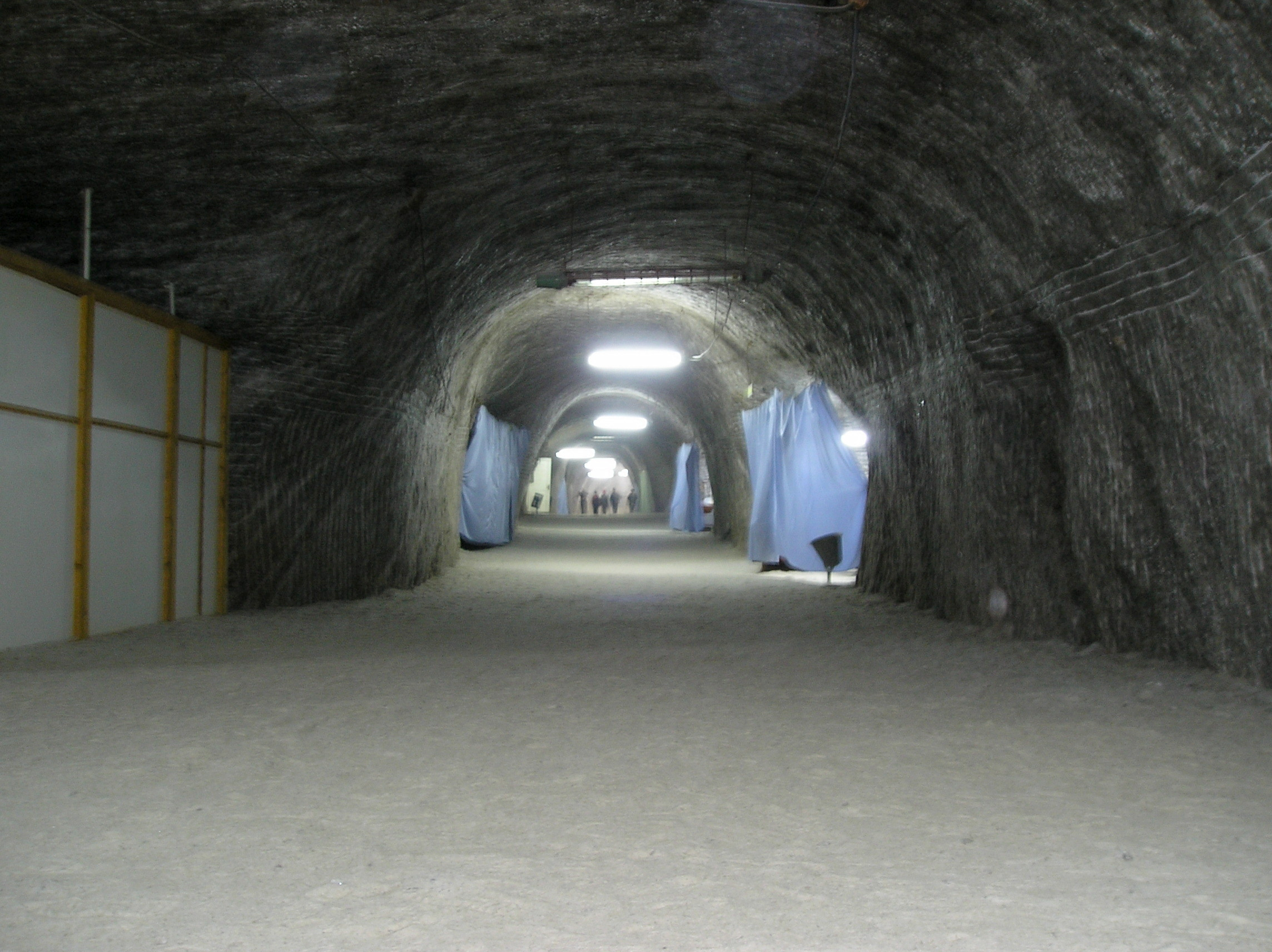
Подземное отделение санатория для лечения аллергических болезней